# Cyclophora poratum
Cyclophora poratum là một loài bướm đêm trong họ Geometridae.